# Sextus Lucilius Bassus
Sextus Lucilius Bassus († Judea, 73 of 74 na Chr.) was een Romeins legeraanvoerder uit de eerste eeuw na Chr.

## Vierkeizerjaar
Bassus was afkomstig uit een familie die behoorde tot de stand van de equites. In het vierkeizerjaar streed hij eerst aan de zijde van Galba, maar hij verraadde hem door over te lopen naar Vitellius, die hem promoveerde van aanvoerder van een cavalerie-regiment (praefectus alae) tot bevelhebber van de vloot (praefectus classis) bij Misenum en Ravenna, zodat dus zowel de oostelijke als de westelijke vloot onder zijn bevel stond. Ook Vitellius liet hij echter in de steek door zijn vloot (die eerder aan de zijde van Otho had gestreden) de zijde van Vespasianus te kiezen. Volgens Tacitus was de reden voor Bassus' verraad dat hij had gehoopt praefectus praetorio te worden en daarom ontevreden was met de aanstelling die Vitellius hem gaf. Bovendien zal hebben meegespeeld dat in de tijd dat Bassus zich bij Vespasianus aansloot, al duidelijk was dat Vespasianus de sterkere was van de twee rivalen. Toen Vespasianus Vitellius verslagen had en Lucius Vitellius, de broer van de afgezette keizer, liet executeren, werd Bassus met een regiment cavalerie naar Campanië gezonden om daar de vrede te herstellen (kort voor zijn dood was Lucius Vitellius namelijk in Campanië actief geweest). Kort daarna nam Vespasianus Bassus op in de senatorenstand.

## Judea
Vespasianus beloonde Bassus voor zijn steun door hem in 71 aan te stellen als legatus Augusti pro praetore in Judea, waarbij hij het bevel kreeg over het Legio X Fretensis. Judea was op dat moment in de nasleep van de Joodse oorlog. Een jaar eerder was Jeruzalem ingenomen en de tempel verwoest, maar op verschillende plaatsen in Judea hadden zich nog Sicariërs verschanst die weigerden zich aan de Romeinen over te geven.
Aan het begin van zijn ambtstermijn trok Bassus met een troepenmacht naar Herodion. Na een korte belegering gaven de Joodse opstandelingen zich over, zonder dat er enige strijd geleverd behoefde te worden (71). Vervolgens sloeg Bassus met het tiende legioen een beleg om Machaerus, dat hij in 72 wist te veroveren. Het laatst overgebleven bolwerk van de Sicariërs was Massada. Tijdens het beleg om Massada (73-74) werd Bassus echter ziek en overleed hij. Hij werd opgevolgd door Lucius Flavius Silva.